# 半自動指令照準線一致誘導方式
半自動指令照準線一致（英語: Semi-Automatic Command to Line of Sight, SACLOS）はミサイルの誘導方式の一つ。指令誘導の一種であり、第2世代のミサイルで主に使用される。SACLOS以前に使用されていた手動指令照準線一致（MCLOS）誘導方式と同様、ミサイルが飛行中は常にオペレーターが照準器で目標を追い続ける必要があるが、ミサイルを操縦する必要はない。
SACLOSには以下の2種類の方法がある。

## 有線と無線誘導式SACLOS
照準器でミサイルの位置と目標の位置（照準線）との差を計算しそれに基づいた誘導信号をミサイルに送信する。ミサイルは照準線（目標と照準装置を結んだ直線）に沿って飛行する。
ミサイルの位置の検出には、照準誘導装置側からレーダーなどを使って検出する方法と、ミサイル側に電波、可視光、赤外線などの発信装置を搭載しその信号を照準誘導装置で検出する方法がある。
ミサイルに信号を送る方法は電波や赤外線、レーザーあるいは有線（電線や光ファイバー）が用いられる。無線式はジャミングに対して不利である。一方、有線式は電線の長さで射程が限定される。

## ビームライディング SACLOS
ビームライディングSACLOSは照準器から目標に向かって、電波やレーザーなどのビームを発射する。ミサイルの尾部の検出器が照準器からのビームを受信し、常にミサイルがビームの中心に来るように飛行する。
セミアクティブホーミングでは、目標に当たったビームをミサイル先端の受信機で検出し、ミサイルが目標に向かって飛行する点が異なる。
初期のシステムにおいてレーダーは最も一般的なSACLOS信号である。なぜなら対空任務においてレーダー信号はいつでも当たる。しかしビームライディングミサイルは常に照準線にそって飛行するので、航空機のように高速で飛行する目標を進路の横方向から攻撃する場合、目標に近づくにつれミサイルは大きな旋回力が必要となり、ビームに乗りにくくなる。

## SACLOS-誘導ミサイルの例
- 有線誘導SACLOS: BGM-71 TOW, MILAN, スウィングファイア, 79式対舟艇対戦車誘導弾
- 無線誘導SACLOS: ASM-N-2 BAT, 9K33 'Osa' (SA-8 'Gecko')
- レーザービームライディングSACLOS: 9M133コルネット, スターストリーク